# 1964 în științifico-fantastic
- 1963 în științifico-fantastic — 1964 în științifico-fantastic — 1965 în științifico-fantastic

1964 în științifico-fantastic a implicat o serie de evenimente:

## Nașteri și decese

### Nașteri
- Ben Aaronovitch
- Alfred Bekker
- Andy Duncan
- Bernd Frenz
- Margaret Peterson Haddix
- Caitlín R. Kiernan
- Bernd Kreimeier
- Jay Lake (d. 2014)
- Jonathan Lethem
- Martin Schemm
- Charles Stross
- Daniel Suarez
- Jo Walton
- Martha Wells
- Rafał Ziemkiewicz

## Decese
- Henry Bings (Pseudonimul lui Heinz Bingenheimer; n. 1922)
- Cleve Cartmill (n. 1908)
- Mihu Dragomir (n. 1919)
- Otto Lehmann-Rußbüldt (n. 1873)
- Richard McKenna (n. 1913)
- H. Beam Piper (n. 1904)
- Leó Szilárd (n. 1898)
- Marie Vaerting (n. 1880)

## Cărți

### Romane
- A zecea lume de Vladimir Colin
- Invasion from 2500 de Ted White și Terry Carr sub pseudonimul Norman Edwards
- The Killing Machine de Jack Vance
- Lumina purpurie de I. M. Ștefan
- Martian Time-Slip de Philip K. Dick
- The Simulacra de Philip K. Dick
- Simulacron-3 de Daniel F. Galouye
- Star King de Jack Vance
- Tongues of the Moon de Philip José Farmer
- The Wanderer de Fritz Leiber

### Povestiri
- „Ah, să fii gelat!...”  de Philip K. Dick
- „Experiența a reușit” de Dimităr Peev
- „Hrana zeilor”  de Arthur C. Clarke
- „Luminescenții”  de Arthur C. Clarke
- „Vântul solar”  de Arthur C. Clarke

## Premii
- Premiul Hugo pentru cel mai bun roman:[3] Halta (Way Station sau Here Gather the Stars) de Clifford D. Simak